# 蒼井ゆりか
蒼井 ゆりか（あおい ゆりか、1985年6月1日- ）は、競技麻雀のプロ雀士。
日本プロ麻雀連盟所属。現在同団体の段位は五段。静岡県藤枝市出身。キャッチフレーズは、「微笑みのサウスポー」、「左手からイリュージョンを出す女」。夫は、同団体のHIRO柴田プロ。

## 人物
日本プロ麻雀連盟第24期入会。
美人雀士として人気を博し、麻雀格闘倶楽部の投票選抜戦で692,550票を獲得し、見事7位にランキングされた。
自身のブログである麻雀女流プロ 蒼井ゆりか 微笑み麻雀日記で、麻雀の裏話やプライベートな出来事を更新している。
趣味:チョコ、お酒、スノボ、ポーカー、料理、旅行、パチスロ、登山、競輪、焼肉、キングダム。

## 獲得タイトル
- 日本プロ麻雀連盟　第24期チャンピオンズリーグ 準優勝[1]
- 第10回麻雀さん クイーンカップ 準優勝[1]

## 出演

### テレビ
- てんパイクイーン（2016年 - 、テレ朝チャンネル2）

## 書籍

### 写真集
- 日本プロ麻雀連盟 女流プロ写真集 国士無双 和泉由希子・高宮まり・東城りお・蒼井ゆりか ほか 全13名（2013年12月26日、竹書房）ISBN 978-4812497746